# هاري إتش ويلينغتون
هاري إتش ويلينغتون (بالإنجليزية: Harry Hillel Wellington) هو أستاذ جامعي أمريكي، ولد في 13 أغسطس 1926 في نيو هيفن في الولايات المتحدة، وتوفي في 8 أغسطس 2011 في نيويورك في الولايات المتحدة.